# Shuja Shah Durrani
Shuja Shah Durrani (también conocido como Shah Shujah, Shoja Shah, Shujah al-Mulk) (4 de noviembre de 1785 – 5 de abril de 1842) fue gobernante del Imperio durrani desde 1803 a 1809. Luego gobernó desde 1839 hasta su muerte in 1842. Shuja Shah pertenecía a la línea Sadozai del grupo Abdali de los pastúnes. Se convirtió en el 5.º emir de Afganistán.

## Familia
Shuja Shah era el hijo de Timur Shah Durrani del Imperio durrani. Derrocó a su hermano del poder,  Mahmud Shah, y gobernó Afganistán desde 1803 a 1809.

## Matrimonios
1. Una hija del Fath Khan Tokhi
2. Wafa Begum
3. Una hija del Sayyid Amir Haidar Khan; Emir of Bokhara
4. Una hija del Khan Bahadur Khan Malikdin Khul
5. Una hija del Sardar Haji Rahmatu'llah Khan Sardozai; Visir
6. Sarwar Begum
7. Bibi Mastan; de origen hindú

## Carrera

### Deposiciones, prisión y alianzas
Shuja Shah fue gobernador de Herat y Peshawar, desde 1798 hasta 1801. Se proclamó rey de Afganistán en octubre de 1801 (después de la deposición de su hermano Shah Zaman), pero ascendió al trono debidamente el 13 de julio de 1803.
Shuja alió a Afganistán con el Reino Unido en 1809, como un medio de defensa contra una invasión combinada de India, de Napoleón y Rusia.
El 3 de mayo de 1809, fue derrocado por su predecesor Mahmud Shah y se exilio en India, donde fue capturado por Jahandad Khan Bamizai y encarcelado en Attock (1811-1812) y luego llevado por Atta Muhammad Khan a Cachemira (1812-1813). Cuando el visir de  Mahmud Shah, Fateh Khan invadió Cachemira junto con el ejército de Marajá Ranjit Singh, optó por irse con el ejército Sij. Se refugio en Lahore entre 1813 a 1814. A cambio de su libertad, le dio el diamante Koh-i-Noor al Marajá Ranjit Singh. Se quedó primero en Punyab y luego en Ludhiana con Shah Zaman.
En 1833 llegó a un acuerdo con el Maharajá Ranjit Singh, de Punyab: se le permitió marchar a sus tropas a través de Punyab, y en cambio él debía ceder Peshawar a la sikhs si lograba tomarlo. En una campaña llevada a cabo al año siguiente, Shuja marchó a Kandahar, mientras que los sikhs, al mando del general Hari Singh Nalwa atacaron Peshawar. En julio, Shuja Shah fue derrotado en Kandahar por los afganos al mando de Dost Mohammed Khan y huyeron. Los sikhs por su parte, ocuparon Peshawar.
En 1838 había ganado el apoyo de los británicos y el Marajá Ranjit Singh de los sikh para arrebatar el poder a Dost Mohammed Khan Barakzai. Esto dio lugar a la primera guerra anglo-afgana (1838-1842). Shuja fue restaurado en el trono por los británicos el 7 de agosto de 1839, casi 30 años después de su deposición, pero no permaneció por mucho en el poder cuando los británicos se retiraron ya que fue asesinado por Shuja ud-Daula, el 5 de abril de 1842.